# Lee Falk

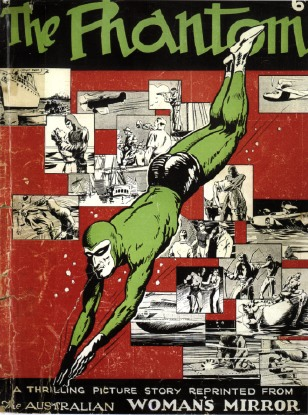
Capa da banda desenhada The Phantom

Leon Harrison Gross, mais conhecido pelo nome artístico Lee Falk (St. Louis, 28 de abril de 1911 — Nova York, 13 de março de 1999), foi um célebre escritor, quadrinista, diretor e produtor teatral estadunidense, famoso por ter criado os personagens de histórias em quadrinhos The Phantom (no Brasil conhecido como O Fantasma) e Mandrake, o Mágico.
Ele literalmente escreveu suas histórias de 1936, quando chegou a Nova Iorque para mostrar seu trabalho ao King Features Syndicate, até seus últimos dias de vida. Seus dois personagens principais estão ainda na ativa e populares. Lee morreu de ataque cardíaco em 1999.

## Biografia

### Infância e juventude
Filho de pais judeus, Leon nunca conheceu o pai, Albert Gross, que morreu quando ele ainda era bebé. Entretanto, a mãe, Eleanore Aleina, casaria com Albert Epstein que se tornou a sua figura paternal.
Passou a infância e a adolescência em Saint Louis e terminados os estudos universitários, Leon adotou o pseudónimo Lee Falk. Desconhece-se o que o levou a escolher "Falk" mas "Lee" era a sua alcunha desde criança.
Quando iniciou a sua carreira como escritor de banda desenhada, a sua biografia oficial apresentava-o como um experimentado viajante que explorara o mundo e que estudara com grandes místicos do Oriente. A verdade, porém, é que inventou esses dados de modo a tornar mais credíveis as histórias de Mandrake e do Fantasma, ambos aventureiros cosmopolitas. A viagem a Nova Iorque para dar a conhecer Mandrake à editora King Features Syndicate foi, com efeito, a maior que fizera na sua vida até então. Posteriormente, viajaria à volta do mundo, em parte para evitar o embaraço de ser desmascarado por aventureiros autênticos.

### Mandrake
Após se graduar na Universidade de Illinois, trabalhou numa agência de publicidade como redator e escreveu e produziu programas de rádio para uma emissora de sua cidade natal. Foi então que conheceu um jovem ilustrador chamado Phil Davis. Juntos criaram a tira Mandrake, que venderam para o King Features Syndicate, de Nova Iorque. A tira estreou em 11 de junho de 1934 e no ano seguinte ganhou as páginas coloridas dos suplementos dominicais.
Mandrake evocava a essência dos mágicos de vaudeville, que faziam espetáculos itinerantes pelo sul dos Estados Unidos, muito populares entre 1880 e 1920. As apresentações combinavam números de dança e acrobacias, música popular, encenações de operas e peças de teatro, adestramento de animais e todo tipo de “maravilhas exóticas de toda parte do mundo”. Estes elementos marcaram a infância de Falk e se tornaram a matéria prima das aventuras do mágico e seu fiel companheiro, o nobre africano Lothar. O rosto do personagem, baseado no do próprio Falk, reunia todos os traços típicos do homem de aventuras exóticas que o cinema da época tinha se encarregado de mistificar: elegante, viril, enigmático, cavalheiresco e pronto para a ação.

### Fantasmae sucesso
Com o sucesso de Mandrake, Lee Falk tinha encontrado a galinha dos ovos de ouro. Criou, então -em colaboração com o desenhista Ray Moore - O Fantasma, um dos mais célebres e duradouros mitos das histórias em quadrinhos. Antes dele já existiam heróis justiceiros, mas aquele mascarado era o justiceiro no sentido mais puro. Ele lutava sempre em defesa dos oprimidos. Seu combate - e como combatia- era contra piratas, traficantes, a ralé da espécie humana. Antecipando em muito os heróis com malha colante, o herói trazia o rosto coberto com uma máscara, alimentando a aura de mistério que o rodeava. E, como se fosse pouco ainda estavam os cenários exóticos como o golfo de Bengala - na melhor tradição de Emilio Salgari-, a cova da caveira, os pigmeus Bandar e a lenda da imortalidade.
Se não bastasse o roteiro primoroso, o desenhista Ray Moore - criador visual da história - caprichou com seu traço misterioso, estilo filme noir, cheio de sombras sugestivas, cenas noturnas, contornos suaves e mágicos. O Fantasma, que saiu nos jornais no dia 17 de fevereiro de 1936, foi um sucesso absoluto.

### Carreira no teatro
No teatro, Falk encontrou uma nova paixão a partir dos anos 50. Ele produziu pelo menos 300 peças durante toda sua vida, tendo dirigido mais de 100. Ele também trabalhou como dramaturgo escrevendo 12 peças autorais, entre as quais duas eram os musicais Happy Dollar e Mandrake the Magician. Os elencos de suas peças incluíram, além de Brando, Heston e Newman citados acima, Celeste Holm, Constance Moore, Basil Rathbone, Ezio Pinza, James Mason, Jack Warner, Shelley Winters, Farley Granger, Eve Arden, Alexis Smith, Victor Jory, Cedric Hardwicke, Eva Marie Saint, Eva Gabor, Sarah Churchill, James Donn, Eddie Bracken, Ann Corio e Robert Wilcox.

### Morte
Lee Falk morreu em 13 de março de 1999, de ataque cardíaco. Morava em Nova York, em um luxuoso apartamento defronte ao Central Park.